# Youssef En-Nesyri
Youssef En-Nesyri (IPA: [juːsuf ʔan.nasˤiːriː]; in arabo يوسف النصيري‎?; Fès, 1º giugno 1997) è un calciatore marocchino, attaccante del Fenerbahçe e della nazionale marocchina.

## Caratteristiche tecniche
È un attaccante longilineo dotato di buona velocità e struttura fisica, mancino di piede e che sa come far valere la sua potenza atletica quando usa il suo buon colpo di testa, inoltre grazie alla sua duttilità offensiva è in grado di svariare su tutto il fronte d'attacco. Abile nel contropiede e nel gioco aereo, si dimostra caparbio nel capitalizzare palle vaganti da opportunista in area di rigore.

## Carriera

### Club

#### Malaga
Dopo avere iniziato a giocare a calcio in Marocco, nelle giovanili del Maghreb Fès e nell'Académie Mohammed VI, nell'estate 2015 si trasferisce in Spagna, al Malaga. Gioca per un anno nella squadra Juvenil A, e successivamente, invece di passare all'Atl. Malagueño, squadra filiale militante in Tercera, viene inserito in prima squadra dal tecnico Juande Ramos, che lo fa esordire alla seconda giornata di Liga, il 26 agosto 2016, sul campo dell'Espanyol, sfida finita 2-2 in cui entra al 77º. Il 20 settembre dello stesso anno segna il suo primo gol in carriera, nella gara casalinga di campionato contro l'Eibar, siglando il 2-1 al 76º che completa la rimonta.

#### Leganés
Dopo la retrocessione del club andaluso il 17 agosto 2018 si trasferisce al Leganés. Il 10 febbraio 2019 segna una tripletta nella vittoria per 3-0 sul Real Betis. In un anno e mezzo raccoglie globalmente con la maglia dei Pepineros 53 presenze segnando 15 reti.

#### Siviglia
Il 16 gennaio 2020 passa al Siviglia per 20 milioni di euro, ovvero il valore della clausola rescissoria, firmando un contratto fino al giugno 2025. Il 9 febbraio successivo, segna la sua prima rete con la maglia andalusa, nella sconfitta in trasferta per 2-1 contro il Celta Vigo. Il 20 febbraio successivo, nella gara di andata dei sedicesimi di finale di Europa League mette a segno una rete (la sua prima nelle coppe internazionali) nella partita giocata in trasferta e finita 1-1 contro i rumeni del CFR Cluj; questa rete si è rivelata decisiva nella sfida di ritorno, giocata 7 giorni dopo, terminata 0-0. Il 1º marzo dello stesso anno è decisiva una sua doppietta in campionato, nella sfida interna vinta per 3-2 contro l'Osasuna. Il 9 gennaio del 2021 sigla la sua prima tripletta in maglia Rojiblancos nella vittoria interna per 3-2 contro la Real Sociedad. Si ripete due settimane più tardi, realizzando un'altra tripletta nella vittoria per 3-0 sempre in casa contro il Cadice.
In quattro stagioni mette insieme 196 presenze e 73 gol in tutto con il club andaluso.

#### Fenerbahçe
Il 25 luglio 2024 viene ceduto al Fenerbahçe per 19,5 milioni di euro, cifra che lo rende il secondo acquisto più costoso in assoluto del campionato turco, dopo Victor Osimhen.

### Nazionale
Debutta con la nazionale marocchina il 31 agosto 2016 nella sfida amichevole pareggiata 0-0 contro l'Albania in trasferta a Scutari, giocando da titolare e rimanendo in campo fino alla sostituzione al 92º. Il 4 settembre dello stesso anno gioca la sua prima ufficiale, nelle qualificazioni alla Coppa d'Africa 2017, vincendo 2-0 in casa a Rabat contro São Tomé e Príncipe, giocando tutta la partita. Nel 2017 viene convocato per la Coppa d'Africa in Gabon. Il 20 gennaio 2017 segna il suo primo gol in nazionale nella seconda partita del girone di Coppa d'Africa, ad Oyem in Gabon contro il Togo, vinta per 3-1.
Inserito nella lista dei convocati per disputare il campionato mondiale del 2018 in sostituzione all'infortunato Badr Benoun, contro la Spagna realizza il gol del provvisorio 2-1 per i marocchini, che pareggiano la sfida per 2-2.
Convocato per disputare la fase finale del campionato del mondo 2022, realizza la rete che consente al Marocco di battere il Portogallo per 1-0 ai quarti di finale e di approdare per la prima volta alle semifinali del torneo. In seguito al quarto posto finale ottenuto dalla nazionale, nel dicembre successivo En-Nesyri e il resto della rosa marocchina sono stati insigniti dell'Ordine del Trono durante un ricevimento al Palazzo Reale di Rabat.

## Statistiche

### Presenze e reti nei club
Statistiche aggiornate al 20 giugno 2025.
| Stagione        | Squadra         | Campionato      | Campionato | Campionato | Coppe nazionali | Coppe nazionali | Coppe nazionali | Coppe continentali | Coppe continentali | Coppe continentali | Altre coppe | Altre coppe | Altre coppe | Totale | Totale |
| Stagione        | Squadra         | Comp            | Pres       | Reti       | Comp            | Pres            | Reti            | Comp               | Pres               | Reti               | Comp        | Pres        | Reti        | Pres   | Reti   |
| --------------- | --------------- | --------------- | ---------- | ---------- | --------------- | --------------- | --------------- | ------------------ | ------------------ | ------------------ | ----------- | ----------- | ----------- | ------ | ------ |
| 2015-2016       | Malaga B        | TD              | 6          | 6          | -               | -               | -               | -                  | -                  | -                  | -           | -           | -           | 6      | 6      |
| 2016-2017       | Malaga          | PD              | 13         | 1          | CR              | 2               | 0               | -                  | -                  | -                  | -           | -           | -           | 15     | 1      |
| 2017-2018       | Malaga          | PD              | 25         | 4          | CR              | 1               | 0               | -                  | -                  | -                  | -           | -           | -           | 26     | 4      |
| Totale Málaga   | Totale Málaga   | Totale Málaga   | 38         | 5          |                 | 3               | 0               |                    | -                  | -                  |             | -           | -           | 41     | 5      |
| 2018-2019       | Leganés         | PD              | 31         | 9          | CR              | 3               | 2               | -                  | -                  | -                  | -           | -           | -           | 34     | 11     |
| 2019-gen. 2020  | Leganés         | PD              | 18         | 4          | CR              | 1               | 0               | -                  | -                  | -                  | -           | -           | -           | 19     | 4      |
| Totale Leganés  | Totale Leganés  | Totale Leganés  | 49         | 13         |                 | 4               | 2               |                    | -                  | -                  |             | -           | -           | 53     | 15     |
| gen.-ago. 2020  | Siviglia        | PD              | 18         | 4          | CR              | 2               | 0               | UEL                | 6                  | 2                  | -           | -           | -           | 26     | 6      |
| 2020-2021       | Siviglia        | PD              | 38         | 18         | CR              | 5               | 0               | UCL                | 8                  | 6                  | SU          | 1           | 0           | 52     | 24     |
| 2021-2022       | Siviglia        | PD              | 23         | 5          | CR              | 0               | 0               | UCL+UEL            | 2+4                | 0                  | -           | -           | -           | 29     | 5      |
| 2022-2023       | Siviglia        | PD              | 31         | 8          | CR              | 4               | 4               | UCL+UEL            | 4+9                | 2+4                | -           | -           | -           | 48     | 18     |
| 2023-2024       | Siviglia        | PD              | 33         | 16         | CR              | 1               | 1               | UCL                | 6                  | 2                  | SU          | 1           | 1           | 41     | 20     |
| Totale Siviglia | Totale Siviglia | Totale Siviglia | 143        | 51         |                 | 12              | 5               |                    | 39                 | 16                 |             | 2           | 1           | 196    | 73     |
| 2024-2025       | Fenerbahçe      | SL              | 34         | 20         | TK              | 4               | 4               | UCL+UEL            | 2+12               | 0+6                | -           | -           | -           | 52     | 30     |
| Totale carriera | Totale carriera | Totale carriera | 270        | 95         |                 | 23              | 11              |                    | 53                 | 22                 |             | 2           | 1           | 348    | 129    |

### Cronologia presenze e reti in nazionale
| Cronologia completa delle presenze e delle reti in nazionale ― Marocco | Cronologia completa delle presenze e delle reti in nazionale ― Marocco | Cronologia completa delle presenze e delle reti in nazionale ― Marocco | Cronologia completa delle presenze e delle reti in nazionale ― Marocco | Cronologia completa delle presenze e delle reti in nazionale ― Marocco | Cronologia completa delle presenze e delle reti in nazionale ― Marocco | Cronologia completa delle presenze e delle reti in nazionale ― Marocco | Cronologia completa delle presenze e delle reti in nazionale ― Marocco |
| Data                                                                   | Città                                                                  | In casa                                                                | Risultato                                                              | Ospiti                                                                 | Competizione                                                           | Reti                                                                   | Note                                                                   |
| ---------------------------------------------------------------------- | ---------------------------------------------------------------------- | ---------------------------------------------------------------------- | ---------------------------------------------------------------------- | ---------------------------------------------------------------------- | ---------------------------------------------------------------------- | ---------------------------------------------------------------------- | ---------------------------------------------------------------------- |
| 31-8-2016                                                              | Scutari                                                                | Albania                                                                | 0 – 0                                                                  | Marocco                                                                | Amichevole                                                             | -                                                                      | 90+2’                                                                  |
| 4-9-2016                                                               | Rabat                                                                  | Marocco                                                                | 2 – 0                                                                  | São Tomé e Príncipe                                                    | Qual. Coppa d'Africa 2017                                              | -                                                                      |                                                                        |
| 8-10-2016                                                              | Franceville                                                            | Gabon                                                                  | 0 – 0                                                                  | Marocco                                                                | Qual. Mondiali 2018                                                    | -                                                                      | 46’                                                                    |
| 11-10-2016                                                             | Marrakech                                                              | Marocco                                                                | 4 – 0                                                                  | Canada                                                                 | Amichevole                                                             | -                                                                      | 67’                                                                    |
| 12-11-2016                                                             | Marrakech                                                              | Marocco                                                                | 0 – 0                                                                  | Costa d'Avorio                                                         | Qual. Mondiali 2018                                                    | -                                                                      |                                                                        |
| 15-11-2016                                                             | Marrakech                                                              | Marocco                                                                | 2 – 1                                                                  | Togo                                                                   | Amichevole                                                             | -                                                                      | 77’                                                                    |
| 9-1-2017                                                               | al-'Ayn                                                                | Marocco                                                                | 0 – 1                                                                  | Finlandia                                                              | Amichevole                                                             | -                                                                      | 28’                                                                    |
| 16-1-2017                                                              | Oyem                                                                   | RD del Congo                                                           | 1 – 0                                                                  | Marocco                                                                | Coppa d'Africa 2017 - 1º turno                                         | -                                                                      | 61’                                                                    |
| 20-1-2017                                                              | Oyem                                                                   | Marocco                                                                | 3 – 1                                                                  | Togo                                                                   | Coppa d'Africa 2017 - 1º turno                                         | 1                                                                      | 61’                                                                    |
| 24-1-2017                                                              | Oyem                                                                   | Marocco                                                                | 1 – 0                                                                  | Costa d'Avorio                                                         | Coppa d'Africa 2017 - 1º turno                                         | -                                                                      |                                                                        |
| 29-1-2017                                                              | Port-Gentil                                                            | Egitto                                                                 | 1 – 0                                                                  | Marocco                                                                | Coppa d'Africa 2017 - Quarti di finale                                 | -                                                                      |                                                                        |
| 24-3-2017                                                              | Marrakech                                                              | Marocco                                                                | 2 – 0                                                                  | Burkina Faso                                                           | Amichevole                                                             | -                                                                      | 53’                                                                    |
| 28-3-2017                                                              | Marrakech                                                              | Marocco                                                                | 1 – 0                                                                  | Tunisia                                                                | Amichevole                                                             | -                                                                      | 60’                                                                    |
| 31-5-2017                                                              | Agadir                                                                 | Marocco                                                                | 1 – 2                                                                  | Paesi Bassi                                                            | Amichevole                                                             | -                                                                      | 85’                                                                    |
| 10-6-2017                                                              | Yaoundé                                                                | Camerun                                                                | 1 – 0                                                                  | Marocco                                                                | Qual. Coppa d'Africa 2019                                              | -                                                                      | 76’                                                                    |
| 9-6-2018                                                               | Tallinn                                                                | Estonia                                                                | 1 – 3                                                                  | Marocco                                                                | Amichevole                                                             | 1                                                                      | 46’                                                                    |
| 25-6-2018                                                              | Kaliningrad                                                            | Spagna                                                                 | 2 – 2                                                                  | Marocco                                                                | Mondiali 2018 - 1º turno                                               | 1                                                                      | 72’                                                                    |
| 8-9-2018                                                               | Casablanca                                                             | Marocco                                                                | 3 – 0                                                                  | Malawi                                                                 | Qual. Coppa d'Africa 2019                                              | 2                                                                      |                                                                        |
| 13-10-2018                                                             | Casablanca                                                             | Marocco                                                                | 1 – 0                                                                  | Comore                                                                 | Qual. Coppa d'Africa 2019                                              | -                                                                      |                                                                        |
| 16-10-2018                                                             | Mitsamiouli                                                            | Comore                                                                 | 2 – 2                                                                  | Marocco                                                                | Qual. Coppa d'Africa 2019                                              | -                                                                      | 75’                                                                    |
| 16-11-2018                                                             | Casablanca                                                             | Marocco                                                                | 2 – 0                                                                  | Camerun                                                                | Qual. Coppa d'Africa 2019                                              | -                                                                      | 46’ - 85’                                                              |
| 20-11-2018                                                             | Radès                                                                  | Tunisia                                                                | 0 – 1                                                                  | Marocco                                                                | Amichevole                                                             | 1                                                                      |                                                                        |
| 12-6-2019                                                              | Marrakech                                                              | Marocco                                                                | 0 – 1                                                                  | Gambia                                                                 | Amichevole                                                             | -                                                                      | 46’                                                                    |
| 16-6-2019                                                              | Marrakech                                                              | Marocco                                                                | 2 – 3                                                                  | Zambia                                                                 | Amichevole                                                             | -                                                                      |                                                                        |
| 23-6-2019                                                              | Il Cairo                                                               | Marocco                                                                | 1 – 0                                                                  | Namibia                                                                | Coppa d'Africa 2019 - 1º turno                                         | -                                                                      | 78’                                                                    |
| 28-6-2019                                                              | Il Cairo                                                               | Marocco                                                                | 1 – 0                                                                  | Costa d'Avorio                                                         | Coppa d'Africa 2019 - 1º turno                                         | 1                                                                      |                                                                        |
| 1-7-2019                                                               | Il Cairo                                                               | Sudafrica                                                              | 0 – 1                                                                  | Marocco                                                                | Coppa d'Africa 2019 - 1º turno                                         | -                                                                      |                                                                        |
| 5-7-2019                                                               | Il Cairo                                                               | Marocco                                                                | 1 – 1 dts (1 – 4 dtr)                                                  | Benin                                                                  | Coppa d'Africa 2019 - Ottavi di finale                                 | 1                                                                      |                                                                        |
| 11-10-2019                                                             | Oujda                                                                  | Marocco                                                                | 1 – 1                                                                  | Libia                                                                  | Amichevole                                                             | -                                                                      | 73’                                                                    |
| 15-10-2019                                                             | Tangeri                                                                | Marocco                                                                | 2 – 3                                                                  | Gabon                                                                  | Amichevole                                                             | -                                                                      | 46’                                                                    |
| 15-11-2019                                                             | Rabat                                                                  | Marocco                                                                | 0 – 0                                                                  | Mauritania                                                             | Qual. Coppa d'Africa 2021                                              | -                                                                      | 75’                                                                    |
| 19-11-2019                                                             | Bujumbura                                                              | Burundi                                                                | 0 – 3                                                                  | Marocco                                                                | Qual. Coppa d'Africa 2021                                              | 1                                                                      |                                                                        |
| 9-10-2020                                                              | Rabat                                                                  | Marocco                                                                | 3 – 1                                                                  | Senegal                                                                | Amichevole                                                             | 1                                                                      | 76’                                                                    |
| 13-10-2020                                                             | Rabat                                                                  | Marocco                                                                | 1 – 1                                                                  | RD del Congo                                                           | Amichevole                                                             | -                                                                      | 46’                                                                    |
| 17-11-2020                                                             | Douala                                                                 | Rep. Centrafricana                                                     | 0 – 2                                                                  | Marocco                                                                | Qual. Coppa d'Africa 2021                                              | 1                                                                      | 90+2’                                                                  |
| 26-3-2021                                                              | Nouakchott                                                             | Mauritania                                                             | 0 – 0                                                                  | Marocco                                                                | Qual. Coppa d'Africa 2021                                              | -                                                                      |                                                                        |
| 30-3-2021                                                              | Rabat                                                                  | Marocco                                                                | 1 – 0                                                                  | Burundi                                                                | Qual. Coppa d'Africa 2021                                              | -                                                                      |                                                                        |
| 8-6-2021                                                               | Rabat                                                                  | Marocco                                                                | 1 – 0                                                                  | Ghana                                                                  | Amichevole                                                             | -                                                                      |                                                                        |
| 12-6-2021                                                              | Rabat                                                                  | Marocco                                                                | 1 – 0                                                                  | Burkina Faso                                                           | Amichevole                                                             | -                                                                      |                                                                        |
| 2-9-2021                                                               | Rabat                                                                  | Marocco                                                                | 2 – 0                                                                  | Sudan                                                                  | Qual. Mondiali 2022                                                    | -                                                                      | 88’                                                                    |
| 14-1-2022                                                              | Yaoundé                                                                | Marocco                                                                | 2 – 0                                                                  | Comore                                                                 | Coppa d'Africa 2021 - 1º turno                                         | -                                                                      | 65’                                                                    |
| 18-1-2022                                                              | Yaoundé                                                                | Gabon                                                                  | 2 – 2                                                                  | Marocco                                                                | Coppa d'Africa 2021 - 1º turno                                         | -                                                                      |                                                                        |
| 25-1-2022                                                              | Yaoundé                                                                | Marocco                                                                | 2 – 1                                                                  | Malawi                                                                 | Coppa d'Africa 2021 - Ottavi di finale                                 | 1                                                                      | 88’                                                                    |
| 30-1-2022                                                              | Yaoundé                                                                | Egitto                                                                 | 2 – 1 dts                                                              | Marocco                                                                | Coppa d'Africa 2021 - Quarti di finale                                 | -                                                                      | 86’                                                                    |
| 25-3-2022                                                              | Kinshasa                                                               | RD del Congo                                                           | 1 – 1                                                                  | Marocco                                                                | Qual. Mondiali 2022                                                    | -                                                                      | 70’                                                                    |
| 2-6-2022                                                               | Cincinnati                                                             | Stati Uniti                                                            | 3 – 0                                                                  | Marocco                                                                | Amichevole                                                             | -                                                                      | 65’                                                                    |
| 9-6-2022                                                               | Rabat                                                                  | Marocco                                                                | 2 – 1                                                                  | Sudafrica                                                              | Qual. Coppa d'Africa 2023                                              | 1                                                                      | 90+1’                                                                  |
| 13-6-2022                                                              | Casablanca                                                             | Liberia                                                                | 0 – 2                                                                  | Marocco                                                                | Qual. Coppa d'Africa 2023                                              | 1                                                                      | 66’                                                                    |
| 23-9-2022                                                              | Cornellà de Llobregat                                                  | Marocco                                                                | 2 – 0                                                                  | Cile                                                                   | Amichevole                                                             | -                                                                      | 67’                                                                    |
| 17-11-2022                                                             | Sharja                                                                 | Marocco                                                                | 3 – 0                                                                  | Georgia                                                                | Amichevole                                                             | 1                                                                      | 46’                                                                    |
| 23-11-2022                                                             | Al Khawr                                                               | Marocco                                                                | 0 – 0                                                                  | Croazia                                                                | Mondiali 2022 - 1º turno                                               | -                                                                      | 81’                                                                    |
| 27-11-2022                                                             | Doha                                                                   | Belgio                                                                 | 0 – 2                                                                  | Marocco                                                                | Mondiali 2022 - 1º turno                                               | -                                                                      | 73’                                                                    |
| 1-12-2022                                                              | Doha                                                                   | Canada                                                                 | 1 – 2                                                                  | Marocco                                                                | Mondiali 2022 - 1º turno                                               | 1                                                                      |                                                                        |
| 6-12-2022                                                              | Al Rayyan                                                              | Marocco                                                                | 0 – 0 dts (3 – 0 dtr)                                                  | Spagna                                                                 | Mondiali 2022 - Ottavi di finale                                       | -                                                                      | 82’                                                                    |
| 10-12-2022                                                             | Doha                                                                   | Marocco                                                                | 1 – 0                                                                  | Portogallo                                                             | Mondiali 2022 - Quarti di finale                                       | 1                                                                      | 65’                                                                    |
| 14-12-2022                                                             | Al Khor                                                                | Francia                                                                | 2 – 0                                                                  | Marocco                                                                | Mondiali 2022 - Semifinale                                             | -                                                                      | 66’                                                                    |
| 17-12-2022                                                             | Al Rayyan                                                              | Croazia                                                                | 2 – 1                                                                  | Marocco                                                                | Mondiali 2022 - Finale 3º posto                                        | -                                                                      |                                                                        |
| 25-3-2023                                                              | Tangeri                                                                | Marocco                                                                | 2 – 1                                                                  | Brasile                                                                | Amichevole                                                             | -                                                                      | 76’                                                                    |
| 28-3-2023                                                              | Madrid                                                                 | Marocco                                                                | 0 – 0                                                                  | Perù                                                                   | Amichevole                                                             | -                                                                      | 75’                                                                    |
| 12-6-2023                                                              | Rabat                                                                  | Marocco                                                                | 0 – 0                                                                  | Capo Verde                                                             | Amichevole                                                             | -                                                                      | 46’                                                                    |
| 17-6-2023                                                              | Durban                                                                 | Sudafrica                                                              | 2 – 1                                                                  | Marocco                                                                | Qual. Coppa d'Africa 2023                                              | -                                                                      | 70’                                                                    |
| 12-9-2023                                                              | Lens                                                                   | Marocco                                                                | 1 – 0                                                                  | Burkina Faso                                                           | Amichevole                                                             | -                                                                      | 86’                                                                    |
| 14-10-2023                                                             | Abidjan                                                                | Costa d'Avorio                                                         | 1 – 1                                                                  | Marocco                                                                | Amichevole                                                             | -                                                                      | 77’                                                                    |
| 17-10-2023                                                             | Agadir                                                                 | Marocco                                                                | 3 – 0                                                                  | Liberia                                                                | Qual. Coppa d'Africa 2023                                              | -                                                                      | 65’                                                                    |
| 21-11-2023                                                             | Dar es Salaam                                                          | Tanzania                                                               | 0 – 2                                                                  | Marocco                                                                | Qual. Mondiali 2026                                                    | -                                                                      | 72’                                                                    |
| 11-1-2024                                                              | San Pédro                                                              | Marocco                                                                | 3 – 1                                                                  | Sierra Leone                                                           | Amichevole                                                             | 2                                                                      |                                                                        |
| 17-1-2024                                                              | San Pédro                                                              | Marocco                                                                | 3 – 0                                                                  | Tanzania                                                               | Coppa d'Africa 2023 - 1º turno                                         | 1                                                                      | 81’                                                                    |
| 21-1-2024                                                              | San-Pédro                                                              | Marocco                                                                | 1 – 1                                                                  | RD del Congo                                                           | Coppa d'Africa 2023 - 1º turno                                         | -                                                                      | 80’                                                                    |
| 30-1-2024                                                              | San-Pédro                                                              | Marocco                                                                | 0 – 2                                                                  | Sudafrica                                                              | Coppa d'Africa 2023 - Ottavi di finale                                 | -                                                                      |                                                                        |
| 22-3-2024                                                              | Agadir                                                                 | Marocco                                                                | 1 – 0                                                                  | Angola                                                                 | Amichevole                                                             | -                                                                      | 74’                                                                    |
| 26-3-2024                                                              | Agadir                                                                 | Marocco                                                                | 0 – 0                                                                  | Mauritania                                                             | Amichevole                                                             | -                                                                      | 76’                                                                    |
| 7-6-2024                                                               | Agadir                                                                 | Marocco                                                                | 2 – 1                                                                  | Zambia                                                                 | Qual. Mondiali 2026                                                    | -                                                                      | 64’                                                                    |
| 11-6-2024                                                              | Agadir                                                                 | Marocco                                                                | 6 – 0                                                                  | Rep. del Congo                                                         | Qual. Mondiali 2026                                                    | -                                                                      | 68’                                                                    |
| 9-9-2024                                                               | Agadir                                                                 | Lesotho                                                                | 0 – 1                                                                  | Marocco                                                                | Qual. Coppa d'Africa 2025                                              | -                                                                      | 57’                                                                    |
| 12-10-2024                                                             | Oujda                                                                  | Marocco                                                                | 5 – 0                                                                  | Rep. Centrafricana                                                     | Qual. Coppa d'Africa 2025                                              | -                                                                      | 65’                                                                    |
| 15-10-2024                                                             | Oujda                                                                  | Rep. Centrafricana                                                     | 0 – 4                                                                  | Marocco                                                                | Qual. Coppa d'Africa 2025                                              | 1                                                                      | 80’                                                                    |
| 15-11-2024                                                             | Franceville                                                            | Gabon                                                                  | 1 – 5                                                                  | Marocco                                                                | Qual. Coppa d'Africa 2025                                              | 1                                                                      | 64’                                                                    |
| 19-11-2024                                                             | Oujda                                                                  | Marocco                                                                | 7 – 0                                                                  | Lesotho                                                                | Qual. Coppa d'Africa 2025                                              | 1                                                                      | 63’                                                                    |
| 21-3-2025                                                              | Oujda                                                                  | Niger                                                                  | 1 – 2                                                                  | Marocco                                                                | Qual. Mondiali 2026                                                    | -                                                                      | 82’                                                                    |
| 25-3-2025                                                              | Oujda                                                                  | Marocco                                                                | 2 – 0                                                                  | Tanzania                                                               | Qual. Mondiali 2026                                                    | -                                                                      | 71’                                                                    |
| 6-6-2025                                                               | Fès                                                                    | Marocco                                                                | 2 – 0                                                                  | Tunisia                                                                | Amichevole                                                             | -                                                                      | 58’                                                                    |
| Totale                                                                 |                                                                        | Presenze (5º posto)                                                    | 81                                                                     |                                                                        | Reti (5º posto)                                                        | 23                                                                     |                                                                        |

## Palmarès

### Club
- UEFA Europa League: 2

Siviglia: 2019-2020, 2022-2023